# Alessia Orro
Alessia Orro (Oristano, 18 luglio 1998) è una pallavolista italiana, palleggiatrice del Fenerbahçe.

## Carriera

### Club
Originaria di Narbolia, in provincia di Oristano, la sua carriera inizia nell'Ariete, club del quale fa parte sia della selezione giovanile, sia della prima squadra, in Serie C, giocando come centrale e opposto: resta legata al club sardo fino al 2013.
Nella stagione 2013-14 entra a far parte della squadra federale del Club Italia, modificando anche il ruolo in palleggiatrice, con cui, in quattro annate di permanenza, disputa il campionato di Serie B1 seguito poi da quello di Serie A2 nella stagione 2014-15 e quello di Serie A1 nell'annata 2015-16. Nella stagione 2017-18 viene ingaggiata dall'UYBA, in Serie A1, con cui vince la Coppa CEV 2018-19.
Dopo un triennio a Busto Arsizio, per l'annata 2020-21 si trasferisce alla Pro Victoria, sempre nella massima serie italiana, conquistando una Coppa CEV, dove viene premiata come MVP. Nel campionato 2025-26 gioca per la prima volta all'estero, ingaggiata dal Fenerbahçe, impegnato nella Sultanlar Ligi turca.

### Nazionale
Nel 2013 riceve le prime convocazioni nella nazionale under 18, con cui nel 2015 vince la medaglia d'oro al campionato mondiale di categoria; sempre nel 2015 si aggiudica la medaglia di bronzo al campionato mondiale under 20 con la nazionale under 20 e debutta in nazionale maggiore; nel 2017, conquista l'argento al World Grand Prix e due anni più tardi la medaglia di bronzo al campionato europeo.
Nel 2021 partecipa ai Giochi della XXXII Olimpiade di Tokyo, uscendo ai quarti di finale, e al campionato europeo, vincendo la medaglia d'oro e ricevendo il premio come miglior palleggiatrice. Nel 2022 conquista la medaglia d'oro alla Volleyball Nations League e quella di bronzo al campionato mondiale, mentre nel 2024 mette al collo l'oro alla Volleyball Nations League e ai Giochi della XXXIII Olimpiade di Parigi, per poi aggiudicarsi, nel 2025, nuovamente l'oro alla Volleyball Nations League: in questi ultimi tre tornei ottiene anche il riconoscimento come miglior palleggiatrice.

## Palmarès

### Club
- Coppa CEV: 2

2018-19, 2020-21

### Nazionale (competizioni minori)
- Campionato mondiale under 18 2015
- Campionato mondiale under 20 2015
- Montreux Volley Masters 2019

### Premi individuali
- 2015 - Campionato europeo under 18: Miglior palleggiatrice
- 2015 - Campionato mondiale under 18: Miglior palleggiatrice
- 2021 - Coppa CEV: MVP
- 2021 - Campionato europeo: Miglior palleggiatrice
- 2022 - Volleyball Nations League: Miglior palleggiatrice
- 2024 - Volleyball Nations League: Miglior palleggiatrice
- 2024 - Giochi della XXXIII Olimpiade: Miglior palleggiatrice
- 2025 - Champions League: Miglior palleggiatrice[14]
- 2025 - Volleyball Nations League: Miglior palleggiatrice